# Parornix inusitatumella
Parornix inusitatumella är en fjärilsart som först beskrevs av Victor Toucey Chambers 1873.  Parornix inusitatumella ingår i släktet Parornix och familjen styltmalar. Inga underarter finns listade i Catalogue of Life.